# Kỹ thuật chân trong Karate
Kỹ thuật chân là kỹ thuật chiến đấu quan trọng của Karate. Hầu hết kỹ thuật về chân là đá. Ngoài ra, còn giậm chân, đá gối và các biến thể khác của kỹ thuật chân.
| Số thứ tự | Kỹ thuật          | Phiên âm           | tiếng Nhật | Diễn giải | Minh họa |
| --------- | ----------------- | ------------------ | ---------- | --- | --- |
| 1         | Đá thốc trước     | Mae Geri Keage     | -          | Đứng với tư thế tấn cao, hai chân hơi khuỵu xuống. Một chân làm trụ, một chân đá. Nhấc chân đá lên cho đến khi đầu gối ngang thắt lưng, duỗi chân thật mạnh về phía trước. | liên kết ngoài: Mae Geri Keage                                                                                     |
| 2         | Đá tống trước     | Mae Geri Kekomi    | -          | Tương tự như đá thốc trước nhưng chân đá duỗi thẳng ra thật dài với cự li đá xa hơn. | liên kết ngoài: Mae Geri Kekomi                                                                                    |
| 3         | Giậm chân         | Fumikomi           | -          | Hai chân đứng chụm lại, đầu gối hai chân hơi cong, hai tay dang ra hai bên. Nhấc chân phải lên đến khi đầu gối cao ngang ngực. Đạp mạnh bàn chân xuống theo đường thẳng, đòn tấn công là gót chân chạm vào mục tiêu. Sau đó, rút nhanh chân về vị trí ban đầu. Kỹ thuật giậm chân chủ yếu được dùng để tấn công vào khớp đầu gối, mắt cá và mu bàn chân của đối thủ. | liên kết ngoài: Fumikomi                                                                                           |
| 4         | Đá tống ngang     | Yoko-Geri Keage    | -          | Hai chân đứng chụm lại. Nắm đấm tay trái đưa lên bảo vệ trước ngực, cánh tay phải đưa ra, mắt nhìn về hướng mục tiêu. Nhấc chân phải lên cho đến khi bàn chân phải cao ngang đầu gối trái, và sao cho đầu gối phải hướng về mục tiêu. Tống mạnh chân phải ra, lực đá là chuyển động quất mạnh của đầu gối, cạnh bàn chân là bề mặt va chạm vào mục tiêu, duỗi mạnh chân ra theo một đường thẳng giống như một cú đấm. Sau đó, nhanh chóng rút chân về.                                           | liên kết ngoài: Yoko-Geri Keage                                                                                    |
| 5         | Đá quất ngang     | Yoko Geri Kekomi   | -          | Hai chân đứng chụm lại. Nắm đấm tay trái đưa lên bảo vệ trước ngực, cánh tay phải đưa ra, mắt nhìn về hướng mục tiêu. Nhấc chân phải lên sao cho bàn chân phải song song với đầu gối trái. Đá quất mạnh chân phải sang ngang, sử dụng cạnh bàn chân tấn công vào mục tiêu. Đòn đá sẽ mạnh mẽ hơn nếu bạn phối hợp xoay hông trong lúc đá. | liên kết ngoài: Yoko Geri Kekomi                                                                                   |
| 6         | Đá vòng cầu       | Mawashi Geri       | 回し蹴り   | Hai chân chụm lại đầu gối hơi cong. Hai tay nắm chặt và để dang sang hai bên. Nhấc chân phải lên cao hướng về một bên cho đến khi chân vuông góc với thân mình, gập sâu đầu gối để lấy đà và uống cong mắt cá chân. Xoay hông và vung mạnh đầu gối hướng tới trước, chân duỗi ra từ từ cùng lúc với bàn chân chuyển động theo đường vồng cầu vào mục tiêu. Sử dụng ức bàn chân, đá vào thái dương, vào cổ, vào sườn,...Sau đó, rút chân lại trở về tư thế sẵn sàng và lấy lại thế tấn như trước. | liên kết ngoài: Mawashi Geri                                                                                       |
| 7         | Đá vòng cầu ngược | Uchi Mawashi Geri  | -          | Tư thế chuẩn bị tương tự như đá vòng cầu. Nhưng thế đá này là đá theo chiều ngược lại. Nâng chân phải lên với hướng chéo qua phía trước chân trái, lòng bàn chân ngửa, đầu gối hướng ra khoảng 45 độ. Đá bật ra theo đường vồng cầu với hướng đá từ trong ra ngoài, sử dụng ức bàn chân tấn công vào hạ bộ, vào háng,...của đối phương. Kết thúc, rút nhanh chân về và trở lại thế tấn ban đầu.                                                                                                  | liên kết ngoài: Uchi Mawashi Geri                                                                                  |
| 8         | Đá tống sau       | Ushiro Kekomi Geri | -          | Hai tay nắm chặt để phía trước, hai chân song song với đầu gối cong, rùn người xuống. Xoay đầu, mắt nhìn vào mục tiêu phía sau. Nhấc chân phải lên cho đến khi bàn chân phải song song với đầu gối trái. Tống mạnh gót chân ra sau với cú đá thẳng đến mục tiêu. | liên kết ngoài: Ushiro Kekomi Geri                                                                                 |
| 9         | Đá quất sau       | Ushiro Keage Geri  | -          | Tư thế chuẩn bị tương tự như đá tống sau, hai tay nắm chặt để phía trước, đầu gối cong, rùn người, xoay người lại mắt nhìn vào mục tiêu phía sau. Đá thốc gót chân về phía sau. | tương tự như Ushiro Kekomi Geri nhưng không đá tống thẳng mà đá ra sau theo đường cong, do tình huống ở cự li gần. |
| 10        | Đá gối            | Hiza Geri          | -          | Hai chân đứng chụm lại, đầu gối hơi cong, hai tay nắm chặt dang sang hai bên. Chân trái làm chân trụ, đầu gối hơi cong. Đòn đá này dùng đầu gối chạm mục tiêu. Nâng đầu gối phải lên, gập sâu lại rồi thốc nó lên hướng tới trước. | liên kết ngoài: Hiza Geri                                                                                          |